# Willem van de Poll
Willem van de Poll (Amsterdam, 13 april 1895 – aldaar, 10 december 1970) was een Nederlands fotograaf die behoort tot de belangrijkste fotografen van zijn generatie.
Van de Poll volgde in 1919 een opleiding in Wenen en werkte als zelfstandig rondreizend persfotograaf in Europa, het Midden-Oosten, Indonesië en de Antillen. Na de oorlog werd hij huisfotograaf van de Koninklijke familie. Willem van de Poll heeft in zijn leven vele thema's gefotografeerd. Hij was naast pers- en hoffotograaf, reis-, reclame- en modefotograaf.

## Opleiding
Tegen de wens van zijn vader Cornelis Nanning van de Poll (gynaecoloog), die wilde dat hij net als hij arts zou worden, ging Van de Poll na de HBS bij de politie werken. In 1919 volgde hij een opleiding bij een gerenommeerde foto-opleiding in Wenen, de Graphische Lehr- und Versuchsanstalt. Na korte tijd camera-assistent voor Alexander Korda te zijn geweest en foto's voor de Weense politie te hebben gemaakt, keerde hij in 1920 terug naar Nederland.

## Carrière
Hij begon zijn carrière als een van de eerste reportagefotografen en zijn werk van voor de Tweede Wereldoorlog was in Nederland ongeëvenaard. In 1932 maakte Van der Poll foto's voor een NS-reclamecampagne, maar de foto's waren te vernieuwend voor de NS. Hij bezocht onder andere Polen (1934), IJsland (1934), Egypte (1935), Berlijn (1935) en Parijs (1935). Hij maakte fotoreportages over de vooroorlogse Joodse woonwijk in Warschau en de annexatie van Sudetenland. Niet alleen Europa was zijn werkterrein, maar ook bezocht hij de overzeese gebiedsdelen en het Midden-Oosten. Zijn werk werd verspreid via fotopersbureaus als Schostall (Parijs/Wenen/Milaan), Associated Press (Berlijn) en Black Star (New York). Hij verkocht niet alleen zijn foto’s aan tijdschriften en persbureaus maar schreef ook zelf artikelen, voorzien van zijn foto's. Zijn journalistieke werk werd gepubliceerd in De Spiegel, Panorama en de befaamde Berliner Illustrierte Zeitung. Hij maakte in Parijs modereportages voor Vogue en Harper's Bazaar. Hij was reclamefotograaf voor Philips, KLM, Unilever, Verkade, Droste, Van Nelle, Hero en Lucien Lelong.
In de Tweede Wereldoorlog was Van de Poll hoofd van de fototechnische dienst van Philips, en daarna werkte hij voor het Militair Gezag en Anefo. In oktober 1944 reisde hij naar Brussel om zich aan te sluiten bij de geallieerde troepen. Hier werd hij hoofd Fotodienst Binnenlandse Strijdkrachten. Hij gaf onder andere adviezen over het inperken van de vrijheid van mogelijk spionerende fotografen in de bevrijde gebieden. In 1945 werd hij benoemd tot staffotograaf voor Prins Bernhard, bevelhebber van de Binnenlandse Strijdkrachten, en reisde samen met de prins langs de Nederlandse steden die even tevoren door de geallieerden van de Duitsers waren bevrijd. Zo raakte hij betrokken bij het Koninklijk Huis en werd tot het einde van de jaren 50 de huisfotograaf. Hij vergezelde Juliana en Bernhard op vakanties en staatsbezoeken, en maakte in die tijd opvallende portretten van de ongedwongen spelende prinsesjes. In 1947 maakte hij zo een reisreportage in Suriname en de Nederlandse Antillen. Foto's van deze reizen zijn gebundeld in het boek The Netherlands West Indies. The Islands and Their People uit 1951.
In het voorjaar van 1948 accepteerde Van de Poll de opdracht van het blad De Spiegel om reportages te maken in Suriname, Venezuela en het Caribische gebied. De fotograaf Willem van de Poll bezocht Suriname in 1948. Hij maakte een reis dwars door het land en schoot vele foto’s. In 1949 werd zijn fotoboek Suriname: Een reportage van land en volk uitgegeven.
De jonge staat Israël werd zijn passie; zijn fotoboek Daybreak for a nation werd geroemd. In reportages berichtte hij zowel over het lot van de Israëliërs als van de Palestijnen, maar ook de Surinamers en Antillianen.

## Nieuwe fotografie
Van de Poll had een vakkundig inzicht in de werking van licht en schaduw, en maakte zowel foto's met natuurlijke lichtinval als kunstmatig belichte foto's. Sfeer was zijn handtekening. Door het gebruik van onscherpte en opvallende uitsnedes verhuisden onvolkomenheden naar de achtergrond.
Hij paste de principes van de Nieuwe Fotografie toe, en was dus niet alleen in zijn onderwerpskeuze, maar ook in zijn esthetica een modern fotograaf. Nell Langlais, Eva Waldschmidt en zijn stiefdochters Hans en Renée traden op als model.

## Politiek
De liberale en gezagsgetrouwe Van de Poll paste niet zo in de kring van artistieke vakgenoten van zijn tijd. Hoewel hij fel antifascistisch en anticommunistisch was, werkte hij in de Tweede Wereldoorlog voor Philips, dat voor de Duitse oorlogsindustrie als belangrijk werd gekenmerkt.
In 1965 mengde hij zich voor het eerst in de publieke discussie nadat door John de Rooij in het geheim genomen foto's van Beatrix en haar geliefde, Claus von Amsberg waren gepubliceerd. Voor Van de Poll was het stiekem fotograferen, "revolverfotografie" zoals hij het noemde, een gruwel. Nadat het huwelijk van Beatrix en Claus was verstoord door rookbommen, verhuisde hij naar Ascona in Zwitserland.

## Archief
Zijn fotoarchief was met Van de Poll mee naar Zwitserland verhuisd. Toen zijn derde vrouw Hildegard overleed, droeg haar (aangetrouwde) nicht Eva Numann-Katzenstein het in 1988 over aan het Film- en Fotoarchief van de Rijksvoorlichtingsdienst. De complete collectie wordt nu beheerd door het Nationaal Archief, dat ook de auteursrechten verkreeg. Dertigduizend foto's zijn digitaal beschikbaar bij het Nationaal Archief.
Willem van de Poll was driemaal getrouwd, met Gezina Sanders (1917-1929) met wie hij twee kinderen kreeg, met Nell Langlais (1931-1950) en met Hildegard Eschen (1953-1970). Hij stierf in 1970 in het Centraal Israëlitisch Ziekenhuis te Amsterdam.

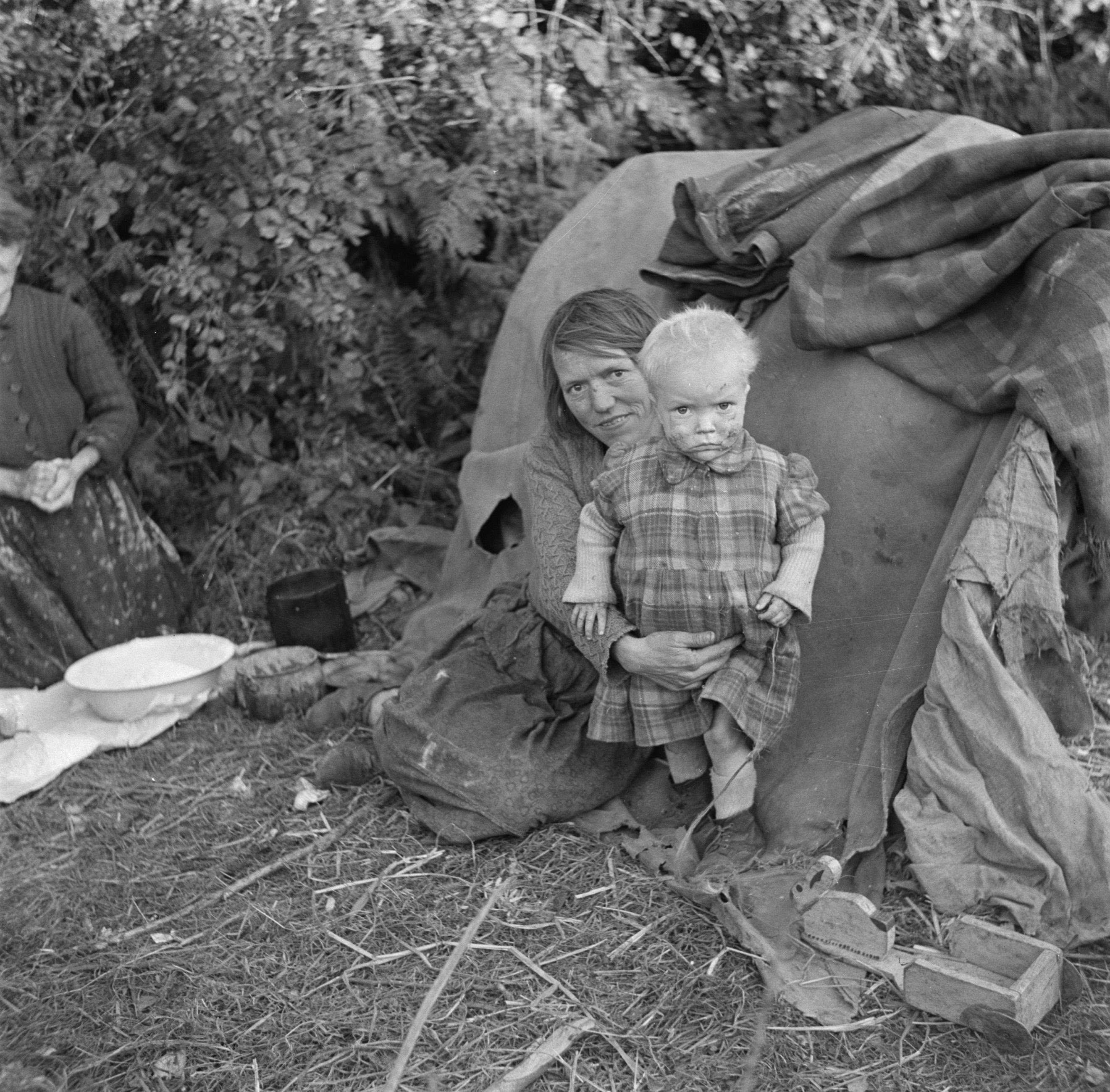
Ierse zwervers, moeder en kind voor een tent (1930)
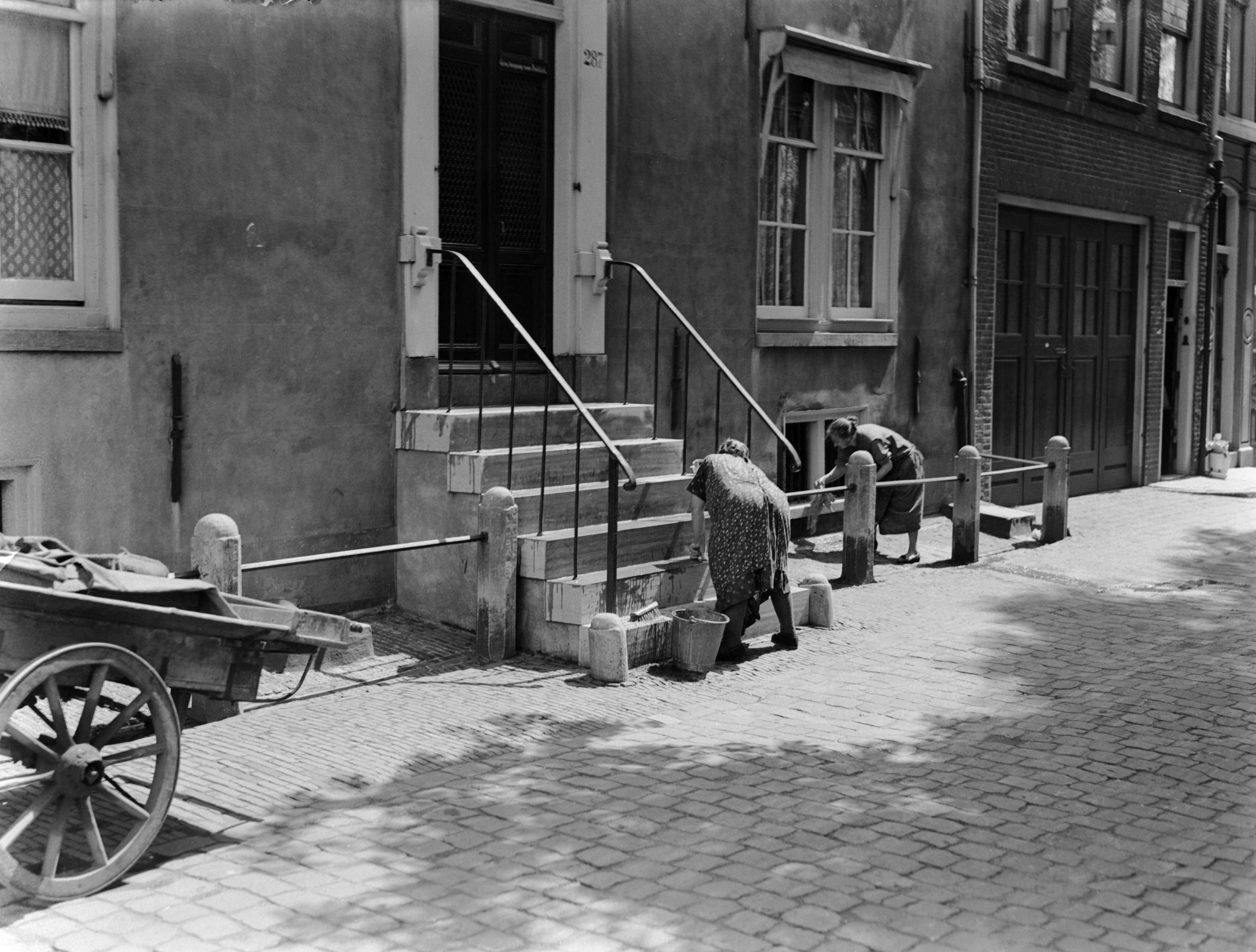
Schoonmaken aan de Amsterdamse Lijnbaansgracht 287 (1933)
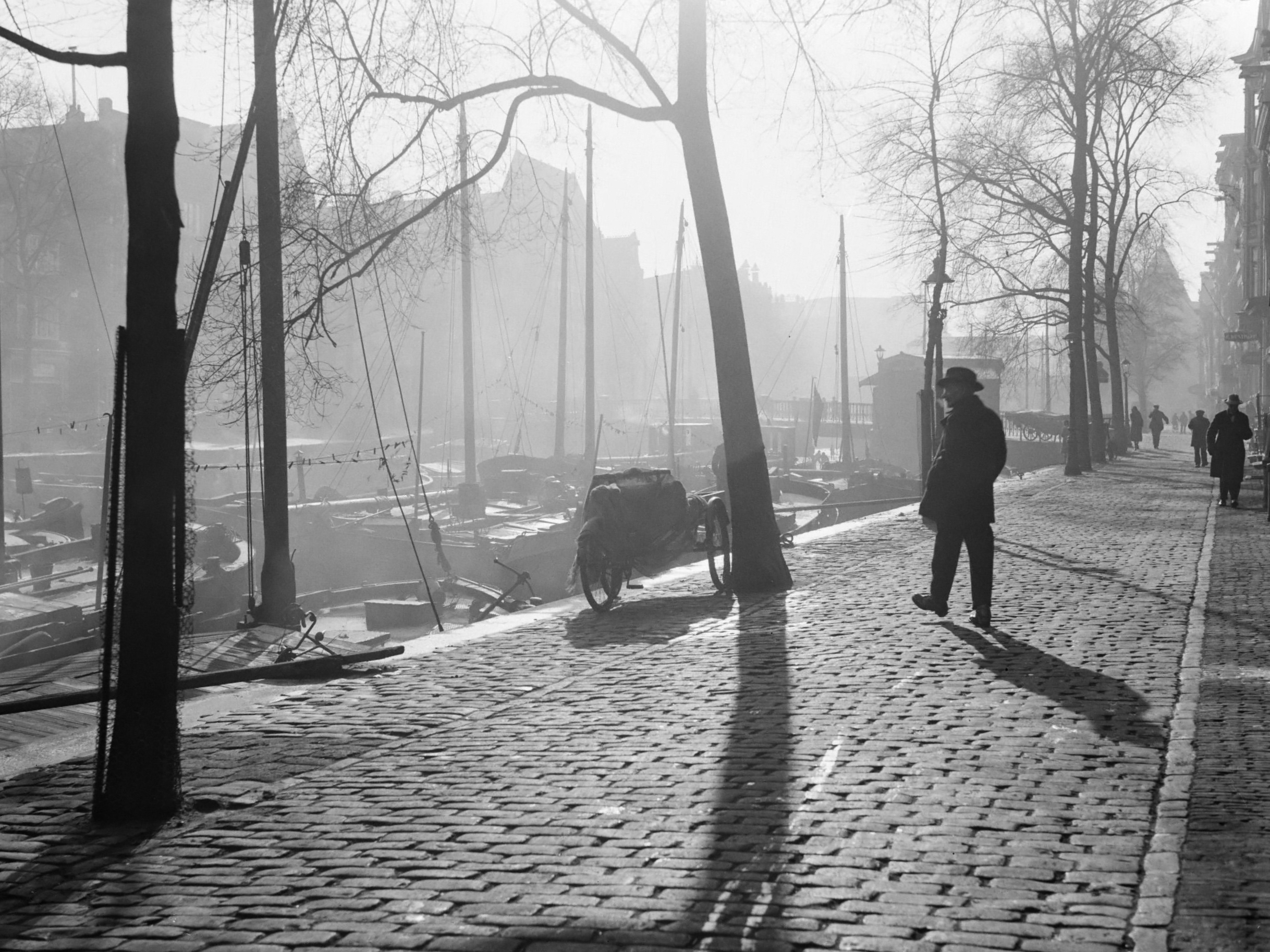
Geldersekade in Amsterdam (1933)
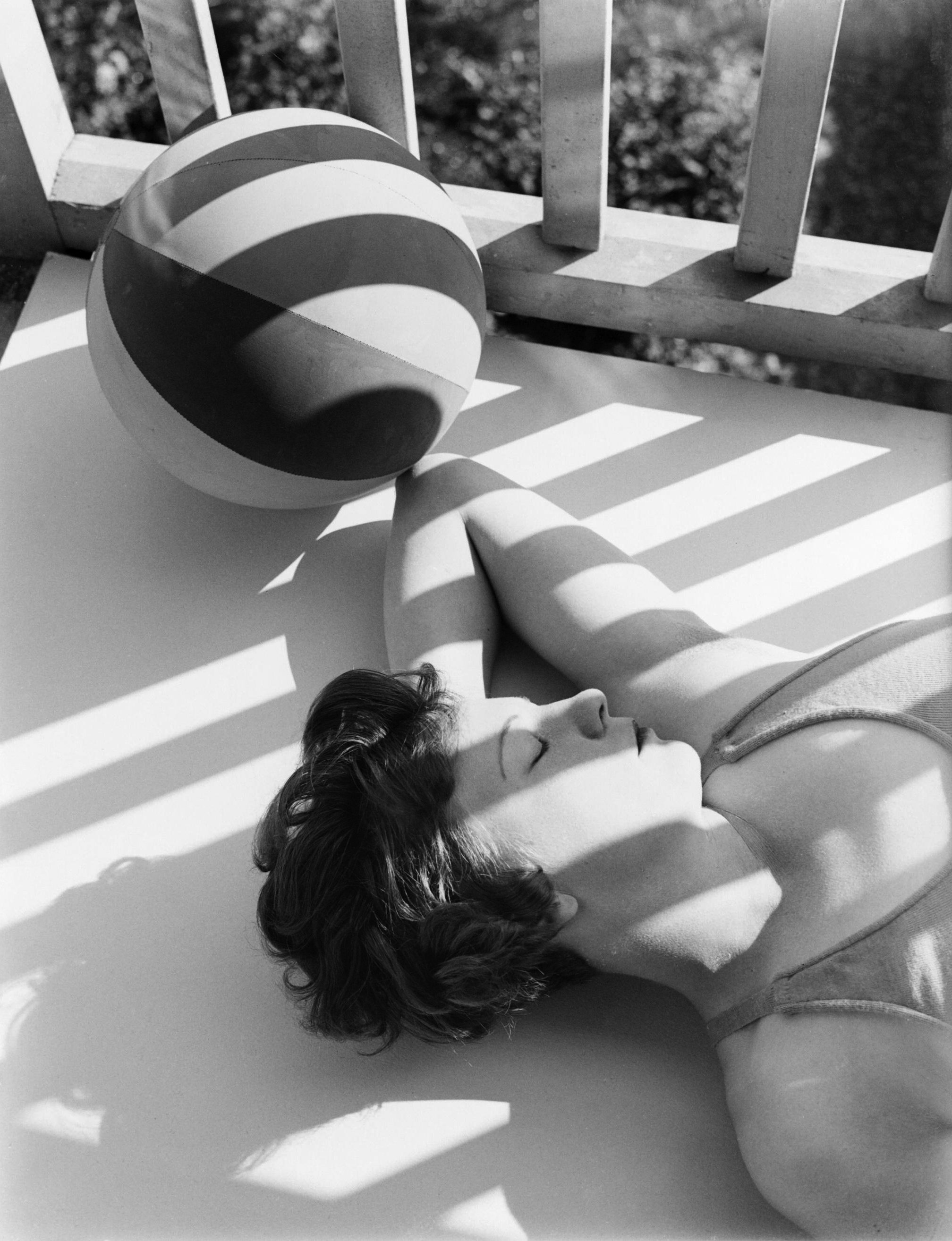
Model met bal in een spel van zonlicht en schaduw (1935)
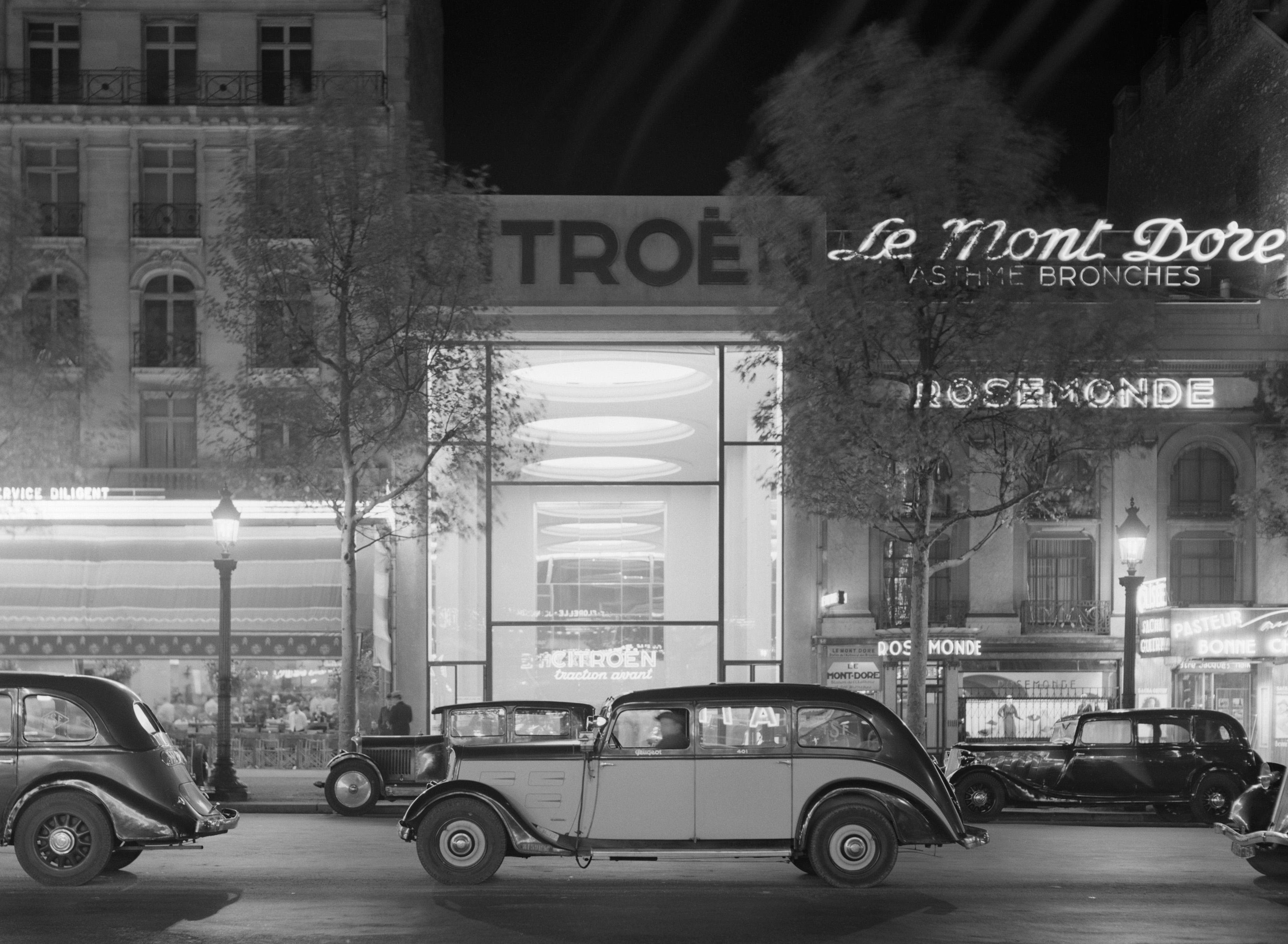
Champs-Elysées (1935)
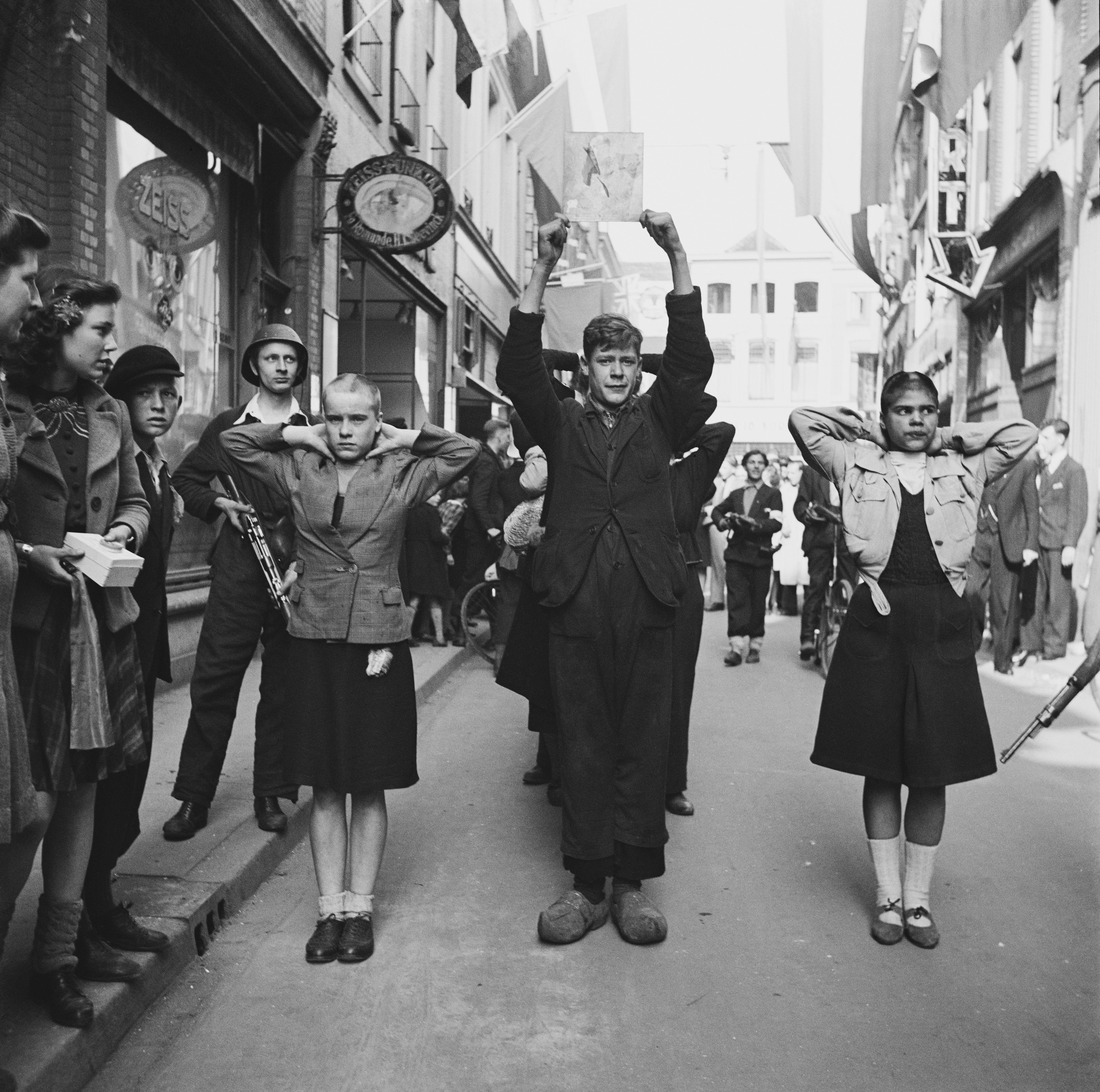
Kaalgeschoren "moffenmeiden" (1945)
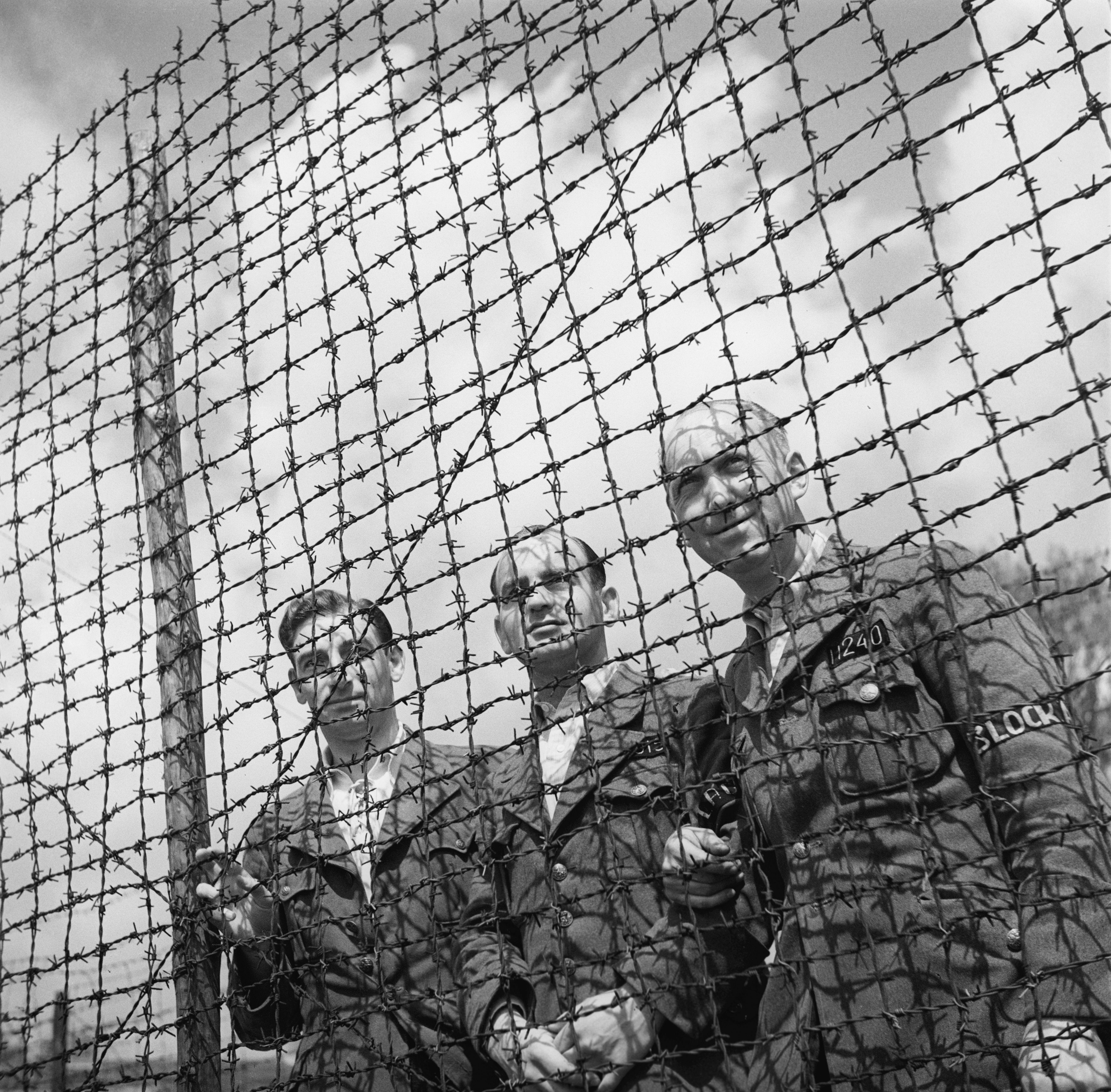
Bevrijding Kamp Amersfoort (1945)
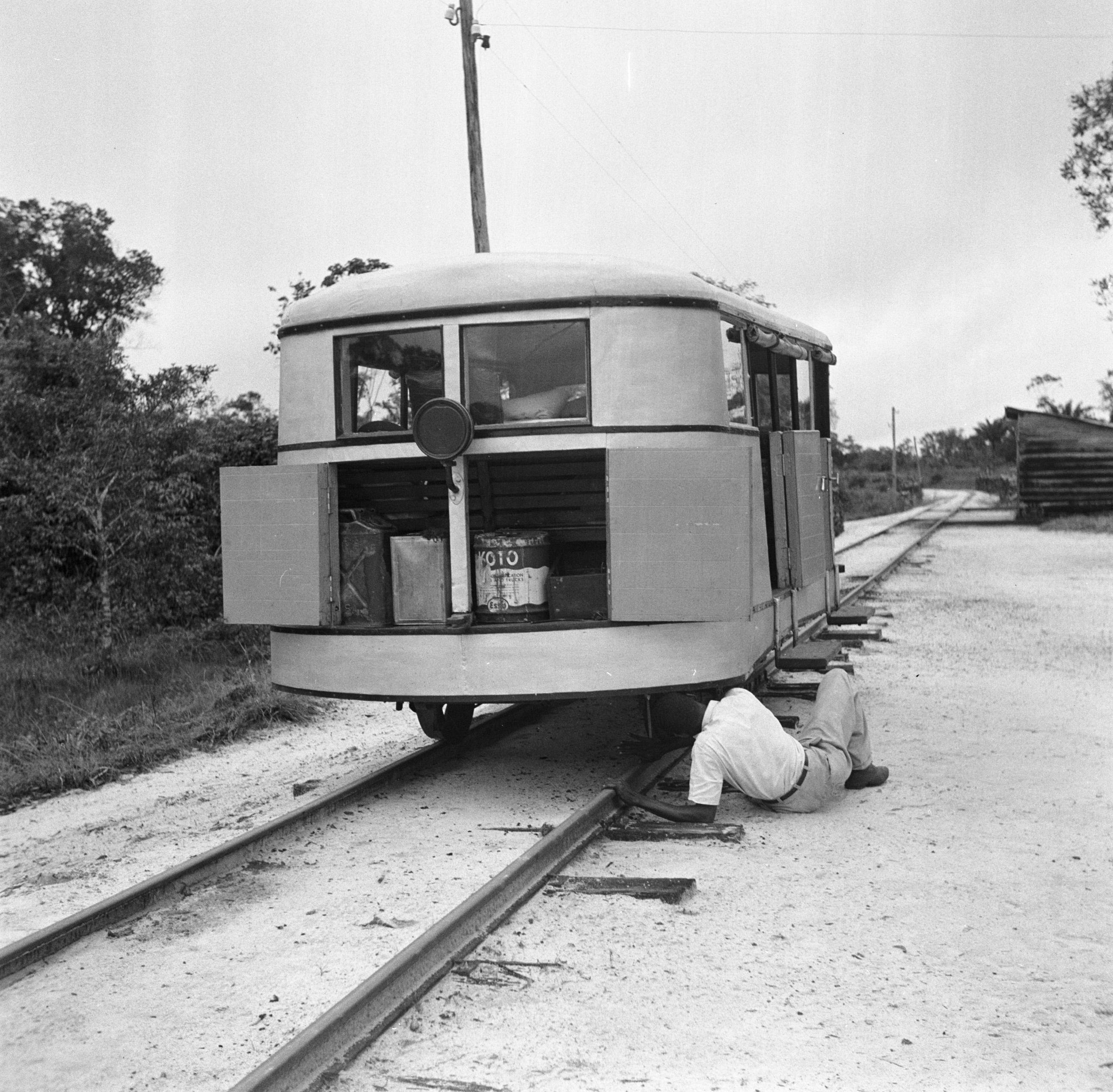
Reparatie aan een railvoertuig, Lawaspoorweg 1947)
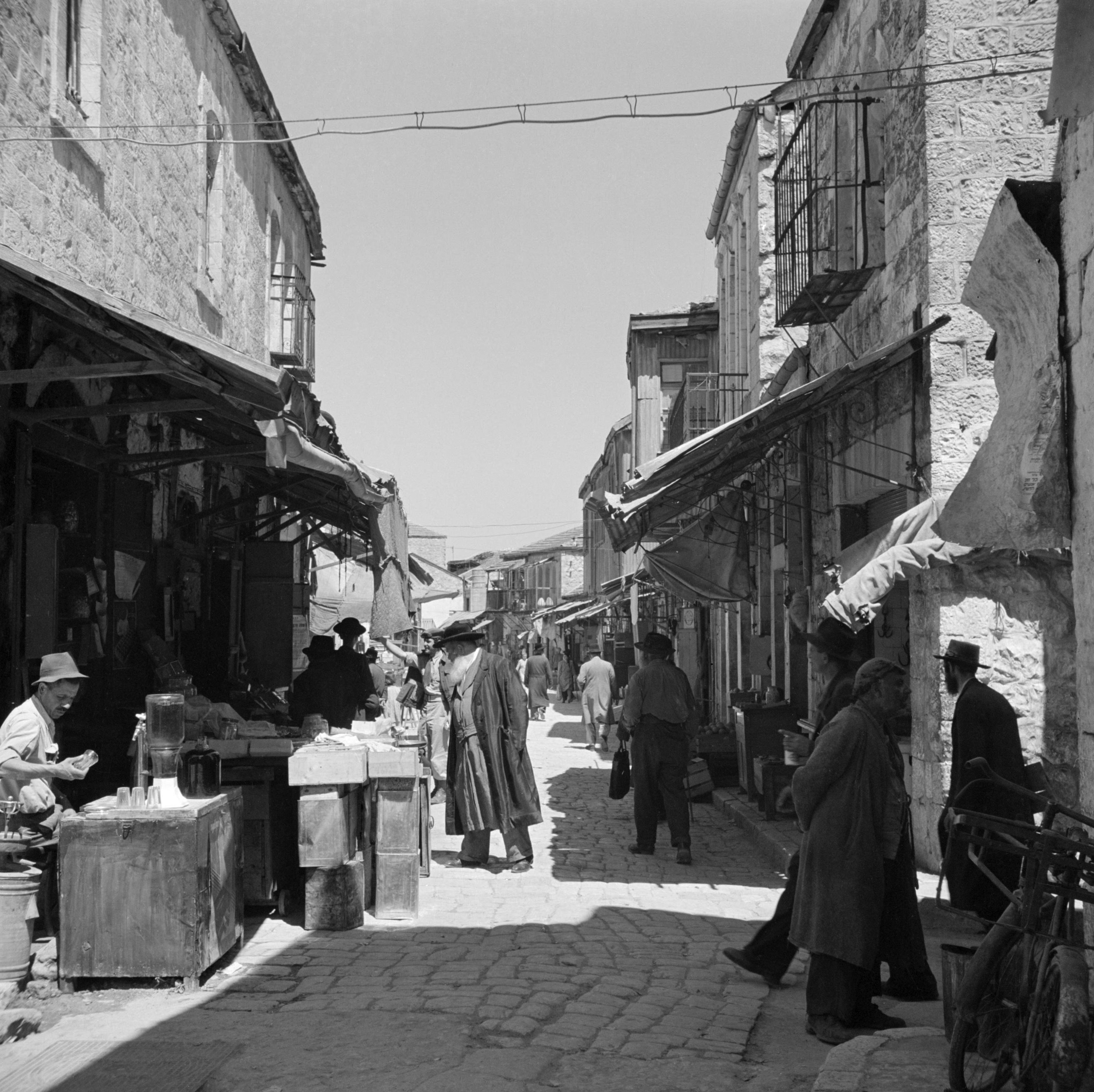
Straatbeelden Jeruzalem (1948)
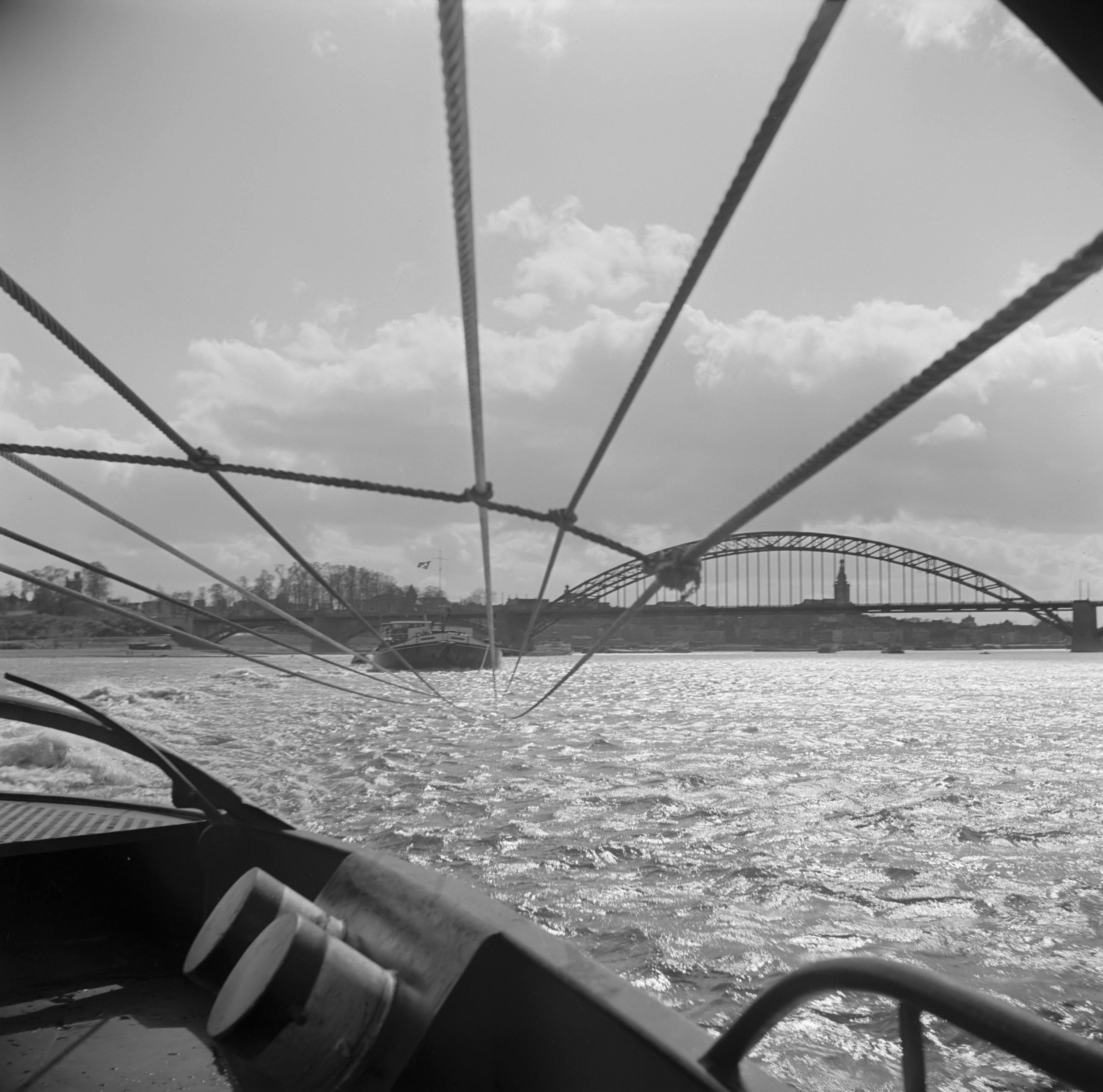
Sleep op de Waal bij Nijmegen (1955)
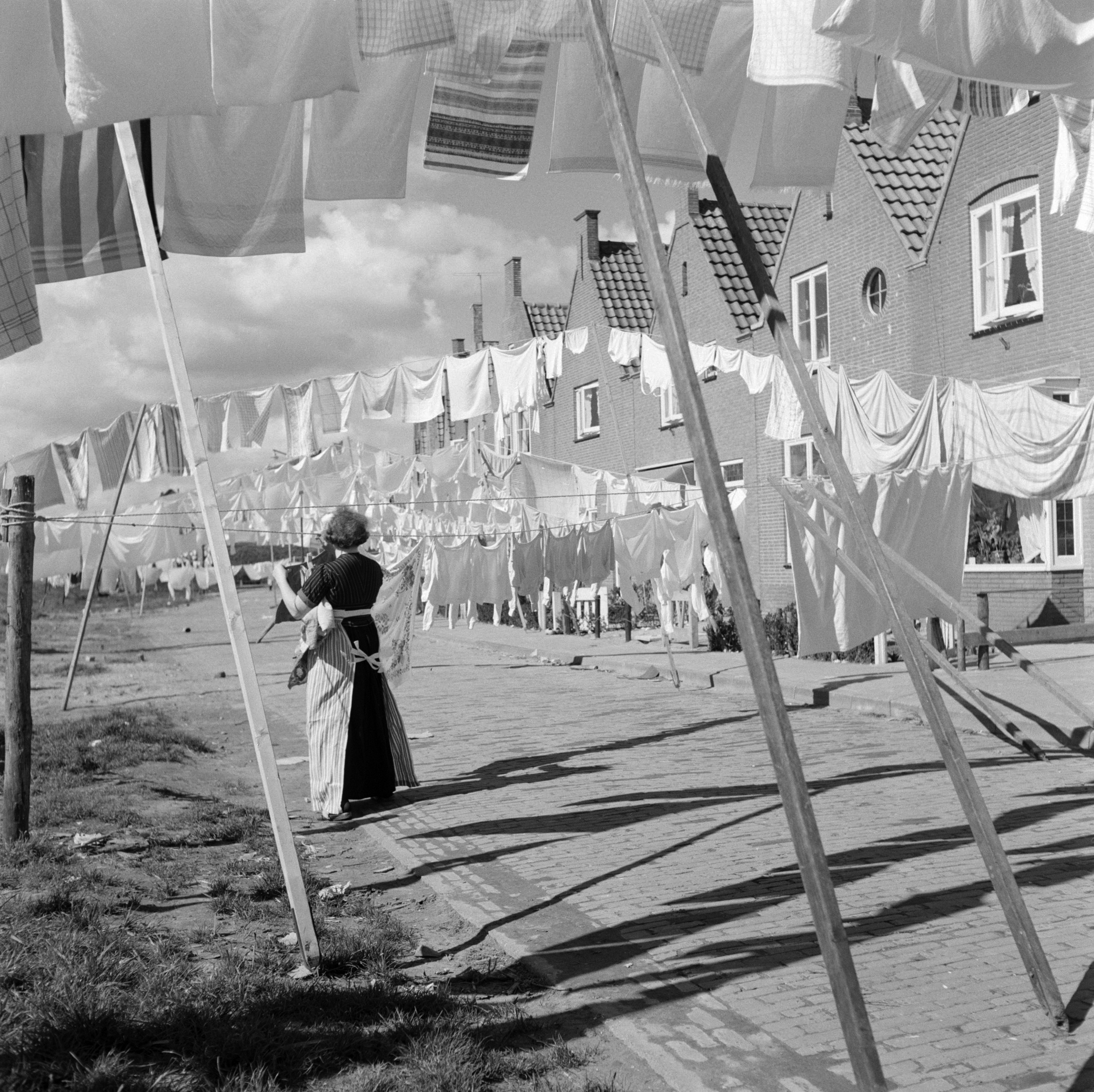
Waslijnen in Volendam (1959)
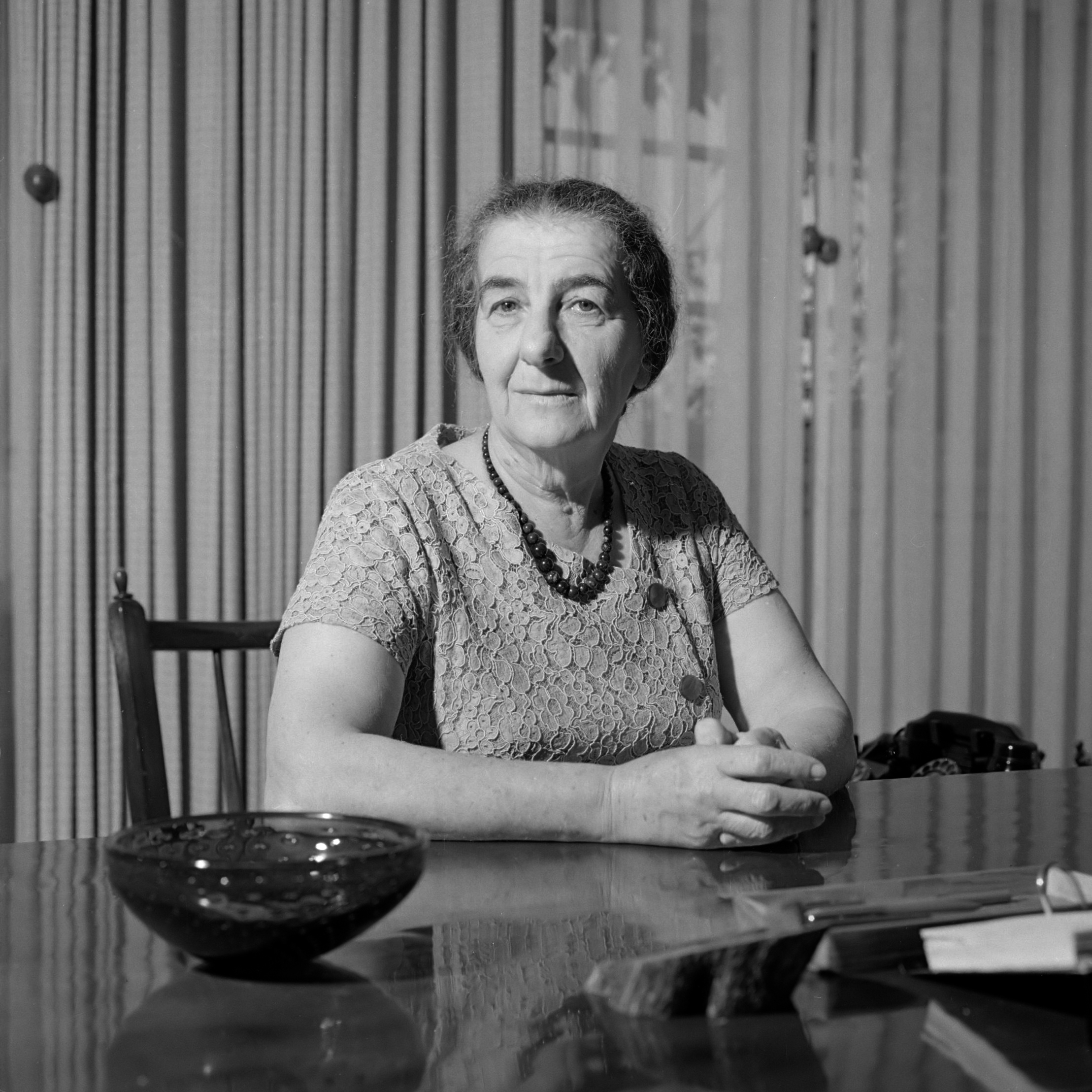
Golda Meir (1964)

## Publicaties door Van de Poll
- Nazi-hel, 1945
- Ons Prinselijk gezin in Friesland, 1947
- Kerels van de daad: onze oorlogsvrijwilligers in Malakka en Indië, 1947
- Kroningsalbum van H.M. Koningin Juliana, 1948
- Suriname: een fotoreportage van land en volk, 1949
- De Nederlandse Antillen: een fotoreportage van land en volk, 1950
- Israël: een fotoreportage van land en volk, 1952
- Koninklijk bezoek: de Nederlandse Antillen, 1956
- Koninklijk bezoek Suriname, 1956
- Suriname, 1959
- De Nederlandse Antillen, 1960

## Publicaties over Van de Poll
- Louis Zweers: Willem van de Poll. Arnhem, Terra Lannoo, 2005. ISBN 9789058974716